# Morrinhos
Morrinhos – miasto i gmina w Brazylii leżące w stanie Goiás. Gmina zajmuje powierzchnię 2846,20 km². Według danych szacunkowych w 2016 roku miasto liczyło 45 000 mieszkańców. Położone jest około 120 km na południe od stolicy stanu, miasta Goiânia, oraz około 300 km na południowy zachód od Brasílii, stolicy kraju.

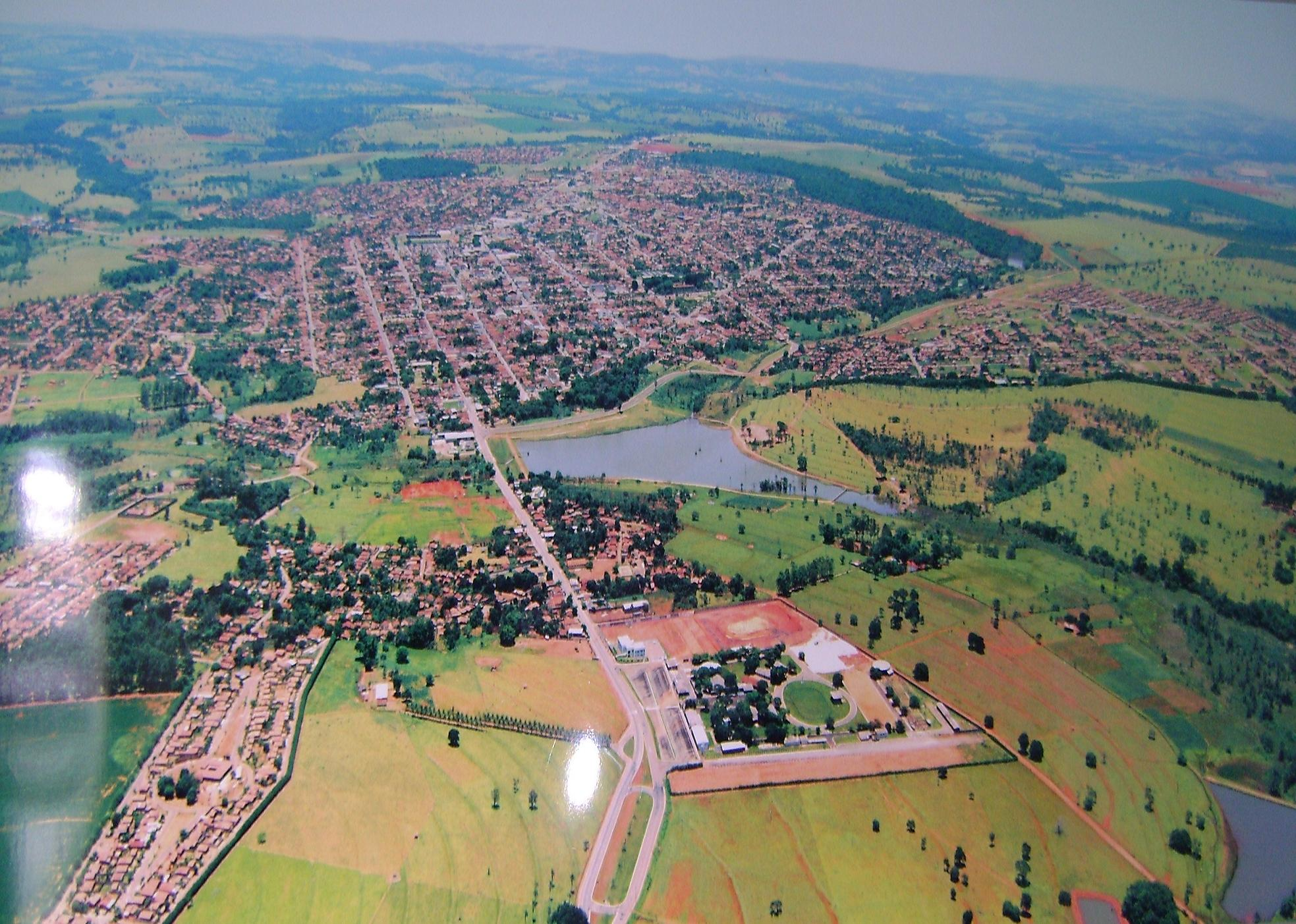
Widok z lotu ptaka

W tym miejscu Antônio Corrêa Bueno na początku XIX wieku założył osadę, zwracając uwagę na piękno okolicy i żyzność gleby. Później dołączyło do niego kilka rodzin z Minas Gerais i São Paulo, dając początek miejscowości. W 1855 roku ówczesna wieś otrzymała prawa miejskie.
W 2014 roku wśród mieszkańców gminy PKB per capita wynosił 25 175,17 reais brazylijskich.